# Supercoppa UEFA 2003
La Supercoppa UEFA 2003 fu la ventottesima edizione della Supercoppa UEFA.
Si è svolta il 29 agosto 2003 allo stadio Louis II di Monaco, dove si sono affrontate la squadra vincitrice della Champions League 2002-2003, ovvero gli italiani del Milan, e la squadra vincitrice della Coppa UEFA 2002-2003, ossia i portoghesi del Porto.
A conquistare il titolo è stato il Milan che ha battuto il Porto per 1-0 con un gol di Andrij Ševčenko.

## Partecipanti
| Squadre | Qualificazione                                   | Partecipazioni precedenti (il grassetto indica la vittoria) |
| ------- | ------------------------------------------------ | ----------------------------------------------------------- |
| Milan   | Vincitrice della UEFA Champions League 2002-2003 | 5 (1973, 1989, 1990, 1993, 1994)                            |
| Porto   | Vincitrice della Coppa UEFA 2002-2003            | 1 (1987)                                                    |

## Tabellino
| Arbitro: | Graham Barber |

|              |           |  |
| Ševčenko 10’ | Marcatori |  |

| Milan | Porto |

### Formazioni[1]
|                 |    |                   |      |     |
|                 |    |                   |      |     |
| P               | 1  | Dida              |      |     |
| D               | 14 | Dario Šimić       |      |     |
| D               | 13 | Alessandro Nesta  |      |     |
| D               | 3  | Paolo Maldini (c) |      |     |
| D               | 26 | Giuseppe Pancaro  |      |     |
| C               | 10 | Rui Costa         |      | 85’ |
| C               | 8  | Gennaro Gattuso   |      |     |
| C               | 21 | Andrea Pirlo      | 83’  |     |
| C               | 20 | Clarence Seedorf  | 19’  | 71’ |
| A               | 7  | Andrij Ševčenko   |      | 76’ |
| A               | 9  | Filippo Inzaghi   |      |     |
| A disposizione: |    |                   |      |     |
| P               | 77 | Christian Abbiati |      |     |
| D               | 2  | Cafu              |      | 85’ |
| D               | 24 | Martin Laursen    |      |     |
| C               | 23 | Massimo Ambrosini | 90+’ | 71’ |
| C               | 27 | Serginho          |      |     |
| A               | 11 | Rivaldo           |      | 76’ |
| A               | 15 | Jon Dahl Tomasson |      |     |
| Allenatore:     |    |                   |      |     |
| Carlo Ancelotti |    |                   |      |     |

|                 |    |                    |      |     |
|                 |    |                    |      |     |
| P               | 99 | Vítor Baía         |      |     |
| D               | 22 | Paulo Ferreira     |      |     |
| D               | 2  | Jorge Costa (c)    |      |     |
| D               | 4  | Ricardo Carvalho   |      |     |
| D               | 5  | Ricardo Costa      |      |     |
| C               | 6  | Costinha           |      | 67’ |
| C               | 10 | Deco               |      |     |
| C               | 18 | Maniche            | 90+’ |     |
| C               | 15 | Dmitri Alenichev   |      | 75’ |
| A               | 11 | Derlei             |      |     |
| A               | 77 | Benni McCarthy     |      | 60’ |
| A disposizione: |    |                    |      |     |
| P               | 13 | Nuno               |      |     |
| D               | 3  | Pedro Emanuel      |      |     |
| D               | 17 | José Bosingwa      |      | 67’ |
| D               | 30 | Mário Silva        |      |     |
| C               | 23 | Pedro Mendes       |      |     |
| C               | 25 | Ricardo Fernandes  | 86’  | 75’ |
| A               | 9  | Edgaras Jankauskas |      | 60’ |
| Allenatore:     |    |                    |      |     |
| José Mourinho   |    |                    |      |     |